# 大衆文芸映画社
大衆文芸映画社（たいしゅうぶんげいえいがしゃ、1931年9月 設立 - 1932年7月 活動停止）は、かつて京都に存在した映画会社である。高村正次が直木三十五の協力を得て設立、新興キネマの併映作品を製作したが、1年足らずで製作を停止した。「大衆文芸」というコンセプトが直木のものであり、大衆文学を中心に映画化した。

## 略歴・概要

### 前史
かつて牧野省三が建設した京都・等持院の「等持院撮影所」は、1924年（大正13年）6月以来、東亜キネマのものとなっていた。1925年（大正14年）の牧野の独立以来、牧野に代わって東亜キネマ等持院撮影所長をつとめた小笹正人が、同社の親会社であり小笹の出身会社である八千代生命の撤退を期に、1929年（昭和4年）3月に同社を退社した。小笹に代わって同所長に就任したのが、牧野の長女の夫・高村正次であった。
親会社撤退後の東亜キネマの事業の立て直しを図った高村は、その過程で、1930年（昭和5年）に阪急電鉄の小林一三が設立した「宝塚映画」に働きかけ、資金面での提携を図ったが、1931年（昭和6年）9月、東亜キネマは存続したまま、同社の製作代行をする会社として「東活映画社」が設立され、高村は退陣、安倍辰五郎が「東活映画等持院撮影所」の所長に就任した。
いっぽう、それと同時期である同年10月に、1925年に独立した牧野が設立したマキノ・プロダクション、正確にはその新社「新マキノ映画株式会社」が解散した。牧野は1929年にすでに死去している。

### 設立
東亜キネマからも、実製作の東活映画社からも退いた高村正次が、1931年9月、かつて牧野省三が映画製作に協力した小説家・映画プロデューサーの直木三十五の協力を得て設立したのが、この「大衆文芸映画社」である。製作には「東活映画等持院撮影所」を使用し、配給は新興キネマとの提携をとりつけた。
同社の設立第1作は、直木の原作を得て、東亜キネマ京都撮影所の監督だった重政順が脚本を執筆、東亜から東活に残留した後藤岱山を監督とした『日の丸若衆』である。同作は、新興キネマ製作の高見貞衛監督による現代劇『姉』の併映作として、同年12月24日に公開された。翌1932年（昭和7年）1月には第2作後藤監督の『松蔭村雨 江戸篇』を製作、公開した。その後は、東亜キネマ出身の福西譲治の監督する現代劇を製作した。
同年2月、当時、提携先の新興キネマの専務取締役となっていた立花良介と高村がマキノ本家と提携し、旧マキノ・プロダクションの「御室撮影所」に「正映マキノキネマ」を設立した。撮影所長に牧野省三の妻・知世子が就任、5月には「大衆文芸映画社」と「正映マキノキネマ」の提携作品、後藤監督の『仇討兄弟鑑』を製作、「正映マキノキネマ」製作の青山正雄監督作品『喧嘩道中記』との同時上映で国際映画社の配給で公開した。しかし同社は資金難により2か月で解散、この間に製作したうちの2作の配給が決まらず宙に浮いた。
同年3月からは尾上菊太郎プロダクションと提携、同プロダクションの冬島泰三を監督に、尾上菊太郎主演の時代劇を3本製作した。福西監督の『佳人よ何処へ』と『一粒の麦』を製作し、「大衆文芸映画社」は製作活動を停止した。

### 宝塚キネマへ
同年10月、わずか1年で早くも東活映画社が解散し、東亜キネマは「等持院撮影所」を閉鎖する。同年11月、高村が東亜キネマを買収し、東亜の前社長・南喜三郎とともに「宝塚キネマ興行」を設立、「御室撮影所」を「宝塚キネマ撮影所」とした。東亜キネマ従業員、東活等持院の残党、正映マキノ御室の残党を吸収して映画製作を開始した。

## フィルモグラフィ
1931年
- 『日の丸若衆』 : 監督後藤岱山、原作直木三十五、脚本重政順、撮影岩藤隆光、主演尾上菊太郎、共演歌川絹枝・水島道太郎、配給新興キネマ、1931年12月24日公開

1932年
- 『松蔭村雨 江戸篇』 : 監督後藤岱山、原作本田美禅、脚本重政順、撮影岩藤隆光、主演尾上菊太郎、共演歌川絹枝・泉清子・水島道太郎、配給新興キネマ、1932年1月14日公開
- 『遙かなる風』 : 監督福西譲治、原作池谷信三郎、脚本三保鉄、撮影平野好美、主演椿三四郎、共演歌川絹枝・鈴村京子・水原洋一、配給新興キネマ、1932年3月10日公開
- 『流転の雁』 : 監督・脚本冬島泰三、原作子母沢寛、撮影岩藤隆光、主演尾上菊太郎、共演歌川絹枝・水島道太郎、提携製作尾上菊太郎プロダクション、配給新興キネマ、1932年3月17日公開
- 『お囃子長屋』 : 監督・原作・脚本冬島泰三、撮影岩藤隆光、主演尾上菊太郎、共演歌川絹枝、市川菊之助、提携製作尾上菊太郎プロダクション、配給新興キネマ、1932年4月8日公開
- 『髑髏頭巾』 : 監督・脚本冬島泰三、原作長谷川伸、撮影岩藤隆光、主演尾上菊太郎、共演歌川絹枝・藤川浪之助、提携製作尾上菊太郎プロダクション、配給新興キネマ、1932年5月5日公開
- 『仇討兄弟鑑』 : 監督後藤岱山、原作菊池寛、脚本藤原忠、撮影石野誠三、主演片岡鶴太郎、共演市川米十郎・鈴村京子、提携製作正映マキノプロダクション、配給国際映画社、1932年5月12日公開
- 『佳人よ何処へ』 : 監督福西譲治、原作・主演原阿佐緒、脚本三保鉄、撮影平野好美、共演椿三四郎・鈴村京子、配給新興キネマ、1932年6月1日公開
- 『一粒の麦』 : 監督福西ジョージ、原作賀川豊彦、脚本山本三八、撮影平野好美、主演里見明・歌川絹枝、配給日活、1932年7月1日公開

## 関連事項
- ミカド商会 - 牧野教育映画製作所 - マキノ映画製作所 - 東亜キネマ - マキノ・プロダクション（牧野省三）
- 正映マキノキネマ （高村正次、立花良介）
- 宝塚キネマ （高村正次、南喜三郎）